# Will Harrison
Will Harrison (Ithaca, 21 agosto 1996) è un attore statunitense è celebre per aver partecipato a Daisy Jones & the Six (2023), This Is a Film About My Mother (2022) e Manhunt (2024).

## Biografia
Il suo primo ruolo risale al 2015 nel cortometraggio Dog, seguito quell’anno da It’s Perfect Here. Nel 2016, poi, ha recitato nel corto Venefica, seguito nel 2017 da In Arms. Nel 2019, poi, è apparso in un episodio di Madam Secretary, nel febbraio 2020, Harrison è stato scelto per un ruolo da protagonista nella miniserie Daisy Jones & the Six. Nel maggio 2022, è stato aggiunto al cast della miniserie Manhunt, interpretando David Herold. Ha anche avuto un ruolo in A Complete Unknown, un film biografico su Bob Dylan diretto da James Mangold.

## Filmografia

### Cinema
- Dog, regia di Tess Harrison - cortometraggio (2015)
- It's Perfect Here, regia di Tess Harrison - cortometraggio (2015)
- Venefica, regia di Maria Wilson - cortometraggio (2016)
- In Arms, regia di Lukas Cox - cortometraggio (2017)
- This Is a Film About My Mother, regia di Tess Harrison (2022)
- A Complete Unknown, regia di James Mangold (2024)

### Televisione
- Madam Secretary - Serie TV, 1 episodio 6x10(2019)
- Daisy Jones & the Six - Serie TV, 10 episodi (2023)
- Manhunt - Serie TV, 7 episodi (2024)